# Pseudanophthalmus alabamae
Pseudanophthalmus alabamae är en skalbaggsart som beskrevs av Valentine. Pseudanophthalmus alabamae ingår i släktet Pseudanophthalmus och familjen jordlöpare. Inga underarter finns listade i Catalogue of Life.